# Duston
Duston is een civil parish in het bestuurlijke gebied Northampton, in het Engelse graafschap Northamptonshire met 15.498 inwoners.